# فتح طبرمين
فتح طبرمين عام 289ه‍ـ الموافق 902م.
في هذه السنة أنهت الدولة الأغلبية حكم الإمبراطورية الرومانية لمدينة طبرمين الواقعة في شمال شرق صقلية. قاد الحملة الملك إبراهيم بن أحمد الأغلبي المعروف بإبراهيم الثاني رغبتاً بالجهاد وإعلاء كلمة اللّٰه. هزمت قوات الملك إبراهيم الحامية الرومانية في معركة ضارية أمام أسوار المدينة، وفرضت حصارًا على المدينة. تُركت بعد ذلك طبرمين دون دعم من الحكومة الرومانية، واستسلمت في 1 أغسطس.

## خلفية
بعد سقوط سرقوسة بيد الأغالبة حكام إفريقية عام 878، اقتصر الوجود البيزنطي في صقلية على الثلث الشمالي الشرقي من الجزيرة (في منطقة تدعى ڤال ديمون) وهذه المنطقة أصبحت عبارة عن قاعدة تكدس فيها بقية العناصر الرومانية. في أعقاب الاستيلاء على سرقوسة وفتحها، شن الأغالبة غارات متكررة ضد ڤال ديمون في ثمانينيات القرن الثامن ، لكنهم أحرزوا تقدمًا طفيفًا. بإعتبارها المعقل الرئيسي المتبقي في أيدي البيزنطيين، كانت مدينة طبرمين وضواحيها أحد الأهداف الرئيسية لهجمات الأغالبة خلال هذه الفترة، حيث تعرضت للهجوم عدة مرات إلى أن توقف ذلك عام 890م بسبب نشوب إضطرابات وخلافات داخلية بين مسلمي صقلية، مما أدى إلى اندلاع حرب أهلية كاملة بين الفصائل العربية والبربرية في جيش الأغالبة عام 898.
دفعت الحرب الأهلية في صقلية إلى إرسال أبو العباس عبد الله، نجل أمير الأغالبة إبراهيم الثاني، حاكمًا للجزيرة عام 900. عندما حط أبو العباس في صقلية، تحول الصراع بين الفصائل إلى شجار بين مدينتي باليرمو وجرجنت، وطبيعته الدقيقة غير معروفة. حاول أبو العباس الصلح بين المتنازعين وبعد فشل المفاوضات، سار أبو العباس عبد الله إلى باليرمو، و استولى عليها في 18 سبتمبر 900. فر عدد كبير من المتمردين من المدينة إلى البيزنطيين في طبرمين، ووصل بعضهم حتى القسطنطينية نفسها. حاول البيزنطيون الاستفادة من الثورة، وبدأوا في تجميع القوات في ميسنة ورية قلورية، بينما تم إرسال أسطول من القسطنطينية تحت قيادة قائد يدعى مايكل. ومع ذلك، لم يتوانى أبو العباس، وبمجرد أن قمع التمرد، سار ضد البيزنطيين، ودمر ضواحي طبرمين وشن حصارًا على قطانية قبل العودة إلى الشتاء في باليرمو. في الربيع التالي، استأنف هجومه واعتدى على ديمينا. لتشتيت الاستعدادات البيزنطية، عبرت قواته بعد ذلك إلى البر الرئيسي الإيطالي، وأسقط قلورية. عند عودته إلى صقلية، هزم أبو العباس أسطولًا بيزنطيًا واستولى على ثلاثين من سفنه.

## وصول إبراهيم الثاني وسقوط طبرمين

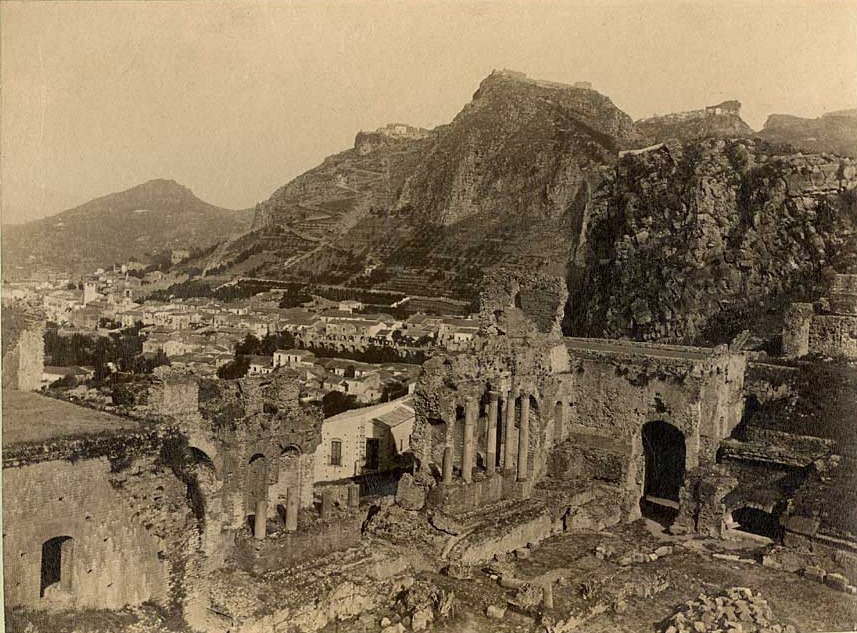
منظر لتلة القلعة (Castello di Monte Tauro) في تاورمينا من المسرح القديم المدمر بالمدينة ، تصوير Wilhelm von Gloeden ، ق. 1890

في أوائل عام 902م، قام مجموعة من رعايا الملك إبراهيم الثاني بالتواصل مع الخليفة المعتضد وقاموا بتأليبه عليه، مما دعى المعتضد لإرسال رسول للقيروان طالباً حضوره إلى بغداد وأمراً بعزله عن الحكم، حينها أعلن إبراهيم الثاني أنه ذاهب إلى بغداد عن طريق أوروبا، ومعنى ذلك أنه سيزحف بجيش من خلال أوروبا وصولا إلى القسطنطينية رجوعاً إلى بغداد. ومصادر أخرى تذكر بأنه قال أنه ذاهب إلى مكة عن طريق أوروبا وسيؤدي الحج بعد قهره لها. إرتدى إبراهيم الثاني لباس زاهد بسيط، وذهب إلى سوسة حيث أعلن هناك عن نيته وبدء بجمع المتطوعين للإنضمام إليه.
جمع إبراهيم الثاني جيشاً من المتطوعين ووصلوا إلى طرابنش في 8 يوليو، وجهوا أنظارهم على الفور إلى طبرمين، آخر معقل بيزنطي رئيسي في صقلية. كان البيزنطيون قد حشدوا قوات كبيرة هناك،  بقيادة الأدميرال الأعلى للأساطيل يوستاثيوس،  ومايكل شاراكتوس (على ما يبدو نفس القائد البحري الذي وصل عام 901 وهزم من قبل عبد الله الثاني، وخدم الآن كاستراتيجيو كالابريا)،  وقائد طبرمين، البطريق قسطنطين كرامالوس، الذي كان على الأرجح أيضًا استراتيجيو صقلية. بدلاً من انتظار الحصار، قاد القادة البيزنطيون قواتهم للقاء المسلمين في قتال مفتوح. وفقًا للمصادر الإسلامية، كانت المعركة التي تلت ذلك محل نزاع حاد، وبدأ البيزنطيون في السيطرة، عندما أمر إبراهيم بتلاوة سطر من سورة الحج من القرآن. صرخ طلباً لمساعدة الله، ودخل المعركة بنفسه، حيث هُزم البيزنطيون بخسائر فادحة. انسحب معظم القوات البيزنطية المتبقية إلى القلعة (قلعة دي مولا Castello di Mola [الإنجليزية]) أو هربوا على متن سفنهم.
حاصر إبراهيم الثاني على الفور المدينة التي استسلمت في 1 أغسطس، حسب المصادر الغربية: تم ذبح الحامية المتبقية، وكذلك العديد من النساء والأطفال، وبيع البقية كعبيد. ومثُل الأسقف المحلي بروكوبيوس، أمام إبراهيم حينها طالبه باعتناق الإسلام. وعندما رفض الأسقف تعرض للتعذيب وقطع رأسه. وقام بحرق جثته وجثث السجناء الآخرين الذين تم إعدامهم.

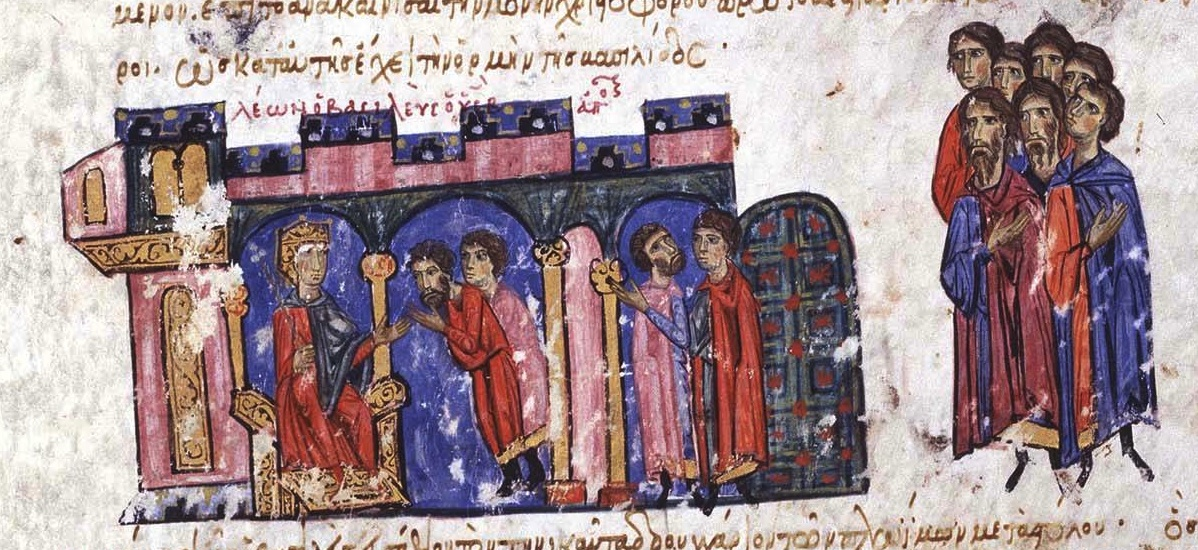
رسل يبلغون الإمبراطور ليو السادس بهجمات العرب ، صورة مصغرة من سكايليتزيس مدريد

ووفقًا لمصدر عربي، فقد نعى الإمبراطور البيزنطي ليو السادس الحكيم سقوط طبرمين برفضه ارتداء تاجه لمدة سبعة أيام. وفي المصادر البيزنطية - البطريرك نيكولاس ميستيكوس و جورج هامارتولوس - سبب في فقدان طبرمين، اللذان إهمالاً لم يقوما بإرسال اسطولهم، بدلا من ذلك كانوا يجددون كنيستان للإمبراطور قسطنطين. أدت الأخبار إلى انتشار الذعر، حيث بدأت شائعة تفيد بأن إبراهيم الثاني كان ينوي الزحف إلى القسطنطينية نفسها. تمكن القادة البيزنطيون من الهروب من طبرمين والعودة إلى القسطنطينية، لكن مايكل شاركتوس اتهم أوستاثيوس وقسطنطين كرامالوس بالخيانة. وحكم على الرجلين بالإعدام، لكن شفاعة البطريرك نيقولا ميستيكوس خففت حكمهما إلى النفي مدى الحياة إلى دير.

## ما بعد ذلك
استغل إبراهيم نجاحه والحالة التي اضحت بها الإمبراطورية فقام بإرسال مجموعات للمداهمة على معاقل مختلفة في المدن المجاورة، مما اضطرهم إما إلى الاستسلام والتدمير أو دفع الجزية. بهذه الطريقة ، تم القبض على ديمونا وروميتا وأسي أو أجبروا على دفع الجزية كرمز للخضوع. تم تشجيع السكان المحليين على اعتناق الإسلام، أو حيث اضطروا لترك حصونهم وفروا إلى الجبال، تم هدم الجدران وسد الآبار بالحجارة لجعلها غير صالحة للسكن.
الذي لا يعرف الكلل، وقد عبر إبراهيم الآن إلى البر الرئيسي في أوائل سبتمبر، حيث بدأت مدن بعيدة مثل نابولي تستعد لمقاومة هجومه. في النهاية، توقف تقدمه عند حصار كوزنسا، حيث توفي إبراهيم بسبب الزحار في 23 أكتوبر. لحسن الحظ بالنسبة للأغالبة، قدم سكان كوزنسا، غير مدركين لذلك، شروطًا. سمح ذلك لحفيد إبراهيم، زيادة الله، بإنهاء الحملة العسكرية بنجاح رمزي، والعودة إلى صقلية محملاً بالغنائم.